# Hugo Voss
Hugo Voss (* 14. Juni 1875 in Lübz; † 24. August 1968 in Bad Doberan) war ein deutscher Landvermesser.

## Leben
Hugo Voss absolvierte eine Ausbildung als Landvermesser in Wismar und leistete anschließend freiwillig Militärdienst in Schwerin. 1899 schloss er an der Technischen Universität Dresden ein Studium als Vermessungsingenieur ab. Von 1901 bis 1906 leitete Voss ein privates Vermessungsbüro in Friedland. Eine Vermessungsexpedition führte ihn ab 1906 für ein Jahr nach Kanada.
Nach den niedergeschlagenen Aufständen der Hereros und der Nama in Deutsch-Südwestafrika wollten die deutschen Kolonialherren deren Ländereien vermessen lassen und veröffentlicht dazu einen Aufruf. Hugo Voss meldete sich und wurde 1912 Kaiserlicher Landvermesser in Deutsch-Südwestafrika. Seine Familie begleitete Voss auf Reisen von Gibeon bis Gobabis durch unwegsames Gelände. Während dieser Tätigkeit fotografierte und sammelte er auch zahlreiche zoologische, ethnologische und archäologische Präparate und Fundstücke. Im Jahr 1919, nach Ende des Ersten Weltkriegs, war Voss als kaiserlicher Beamter gezwungen, Afrika zu verlassen. Mitte der 1920er Jahre veröffentlichte er seine Jagderinnerungen in dem Buch „Halt Fährte!“.
1925 musste er wegen Krankheit seine beruflichen Projekte zu Siedlungsvorhaben in Brasilien und Uruguay aufgeben. Danach hielt er vorwiegend öffentliche Vorträge über seine Erlebnisse in Afrika, nach der Gründung der DDR geschah dieses nur noch in privaten Kreisen.

## Werk
Die von ihm zusammengetragene umfangreiche Sammlung ist im Besitz seiner vier Kinder sowie von Museen in Hamburg, Dresden und Leipzig.
Teile seiner Sammlung wurden in Ausstellungen gezeigt, so in den Sonderausstellungen 
- Der Landvermesser Hugo Voss und der Anteil Mecklenburgs an der deutschen Kolonialgeschichte in Bad Doberan,
- Hugo Voss, ein Lübzer Landmesser in Deutsch-Südwestafrika in Lübz (September 2007).